# Packard Twin Six
Pour les articles homonymes, voir Packard, Twin et Six (homonymie).
La Packard Twin Six (Packard Double 6 cylindres, en anglais) est une voiture de luxe du constructeur automobile américain Packard (en activité de 1899 à 1958) construite à 30 941 exemplaires entre 1916 à 1923. Première voiture de série à moteur V12 de l'histoire de l'automobile, variante des Packard Six, Packard Eight, Packard Super Eight, Packard Twelve, et Packard Clipper.

## Historique
Ce premier modèle de Packard à moteur V12 Twin Six (Double Six) succède en 1916 au premier modèle Packard Six 6 cylindres de la marque (1912-1915). 

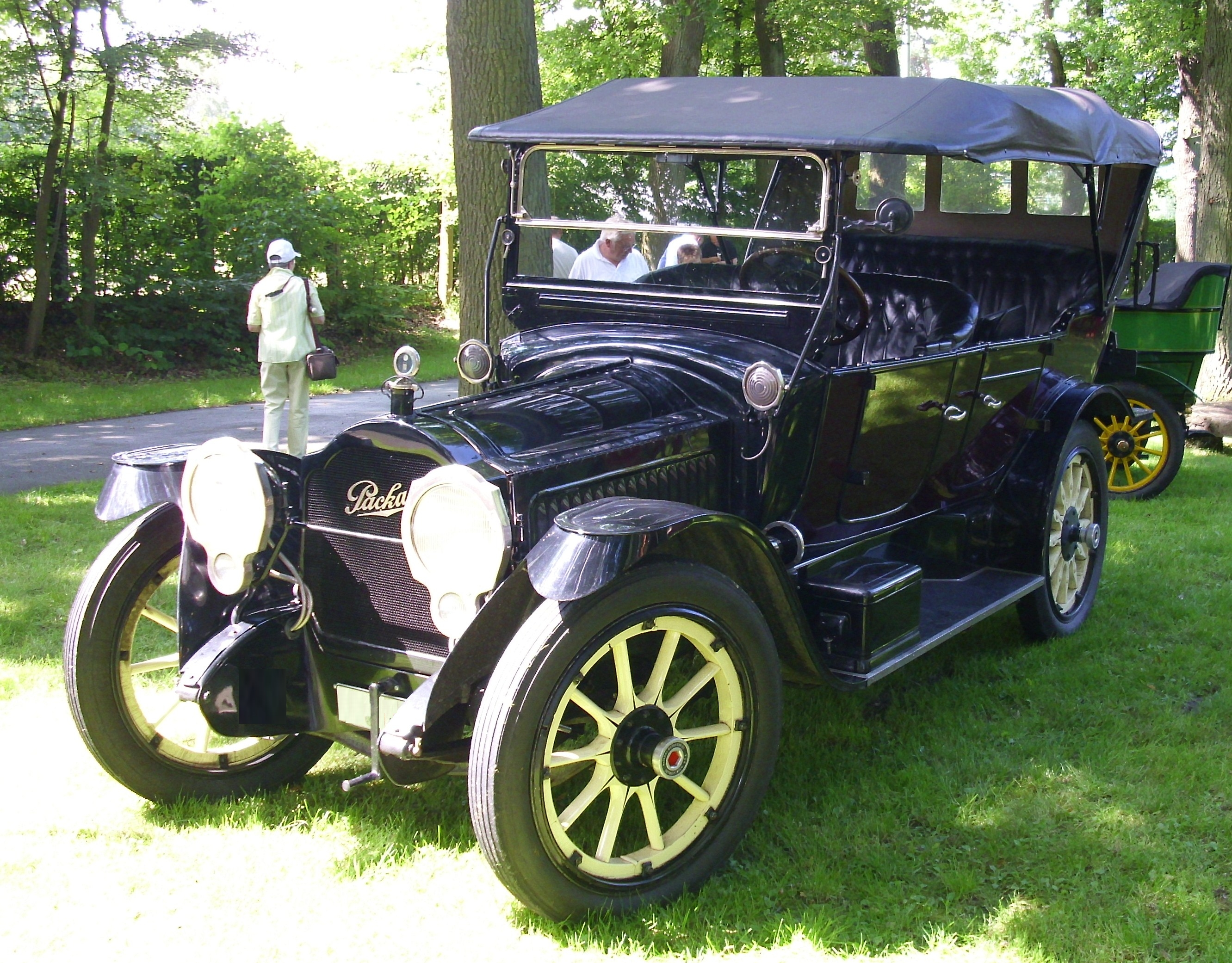
Packard Twin Six Touring cabriolet (1916)
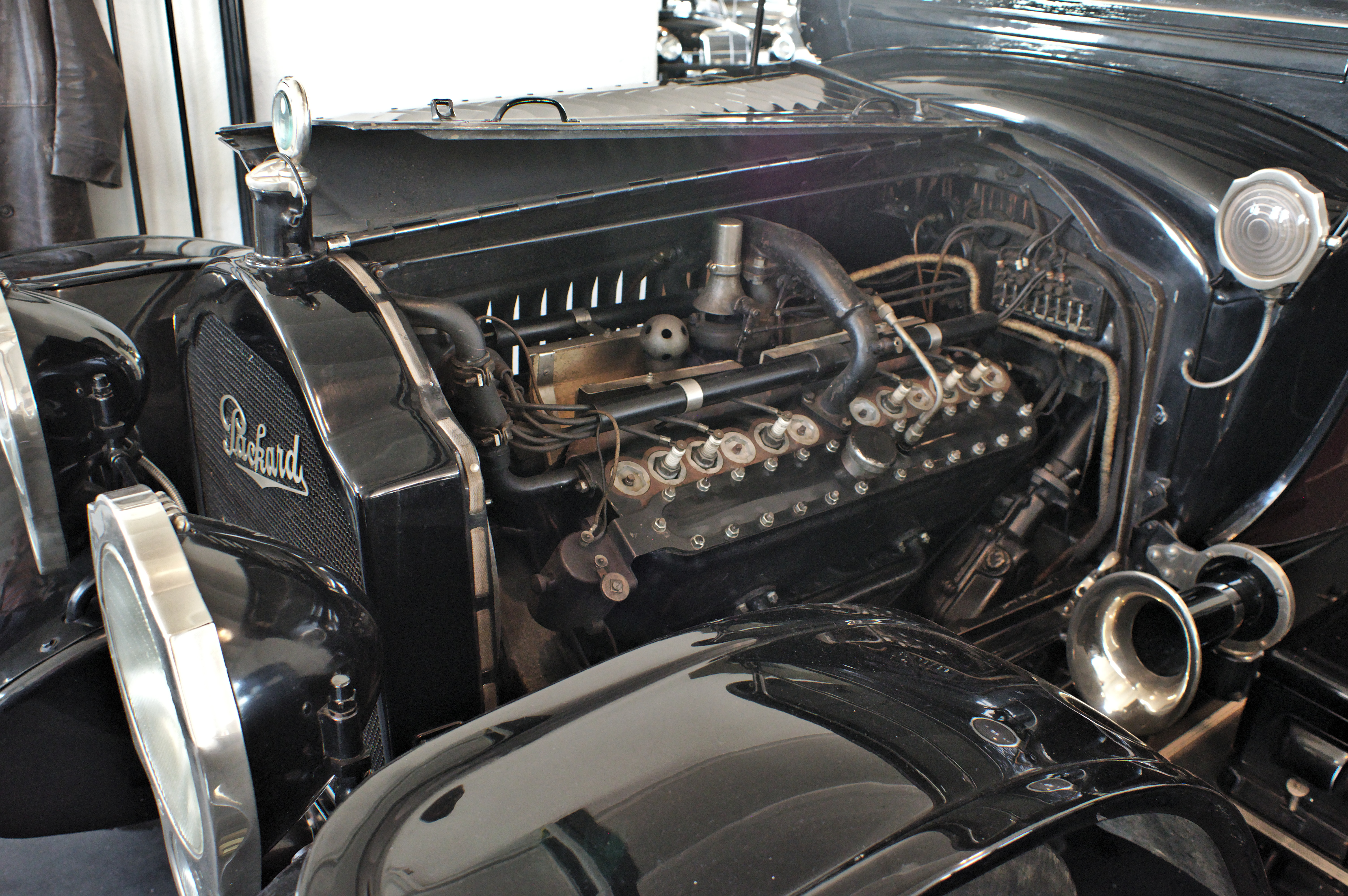
Moteur V12 « Twin Six »
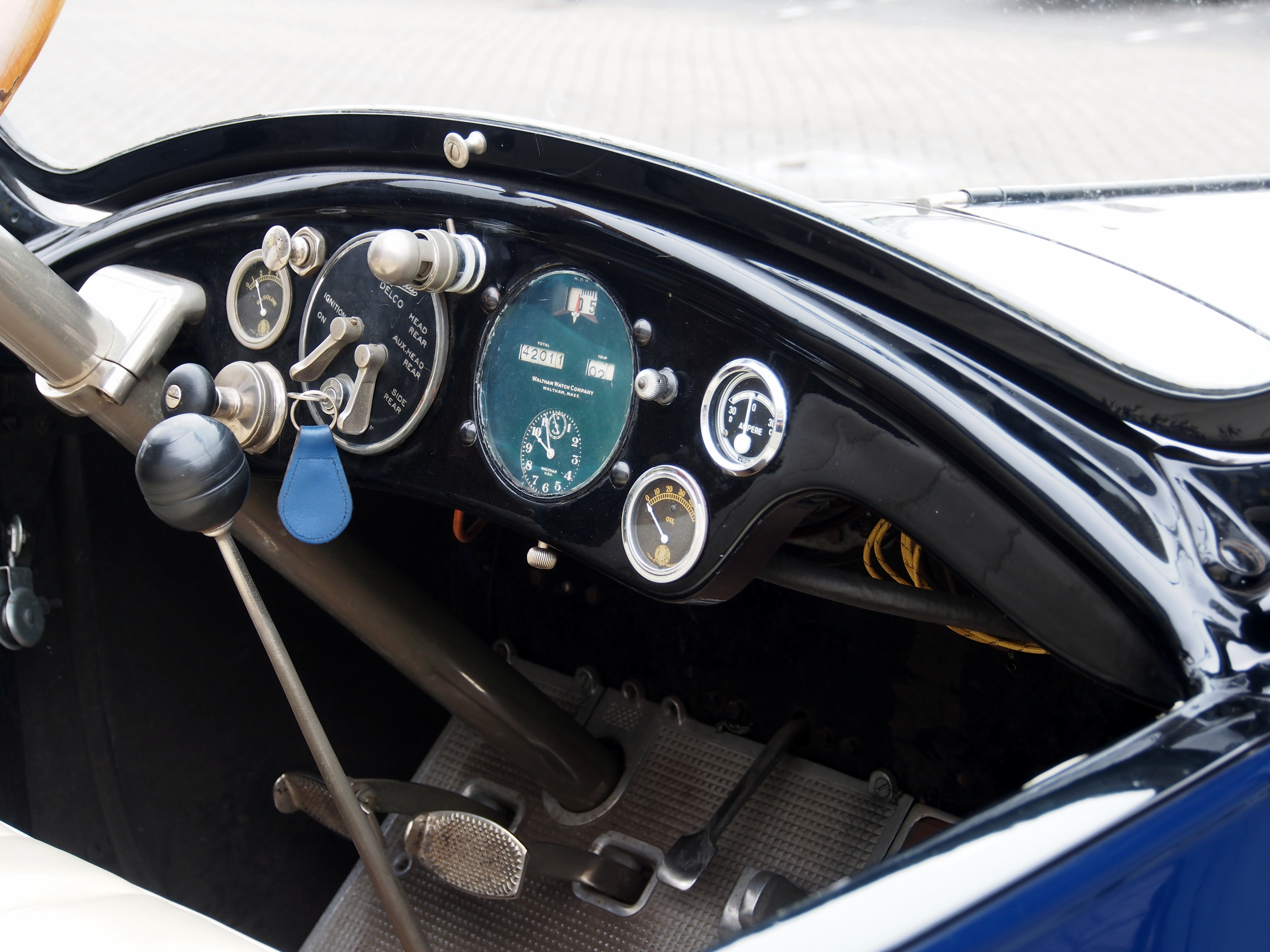
Tableau de bord

Le moteur V12 à 60° de 6,8 L (pour 112 km/h de vitesse de pointe) est conçu par le chef motoriste Packard Jesse G. Vincent (en),. Il est constitué de deux blocs jumelés de six cylindres dans un carter en aluminium, avec un ensemble monobloc moteur-embrayage-boîte de vitesses 3 rapports. 
La Packard « Twin Six » est présentée avec un vif succès au public américain en mai 1915, puis produite avec succès à 30 941 exemplaires entre 1916 à 1923 (une des voitures les plus chères de son temps) pour supplanter ses concurrentes de l'époque Rolls-Royce V-8 (1905), De Dion-Bouton V8 (1909), et autres Cadillac Type 51 à moteur V8 Cadillac (en) (1914)... 

## Moteur Liberty L-12

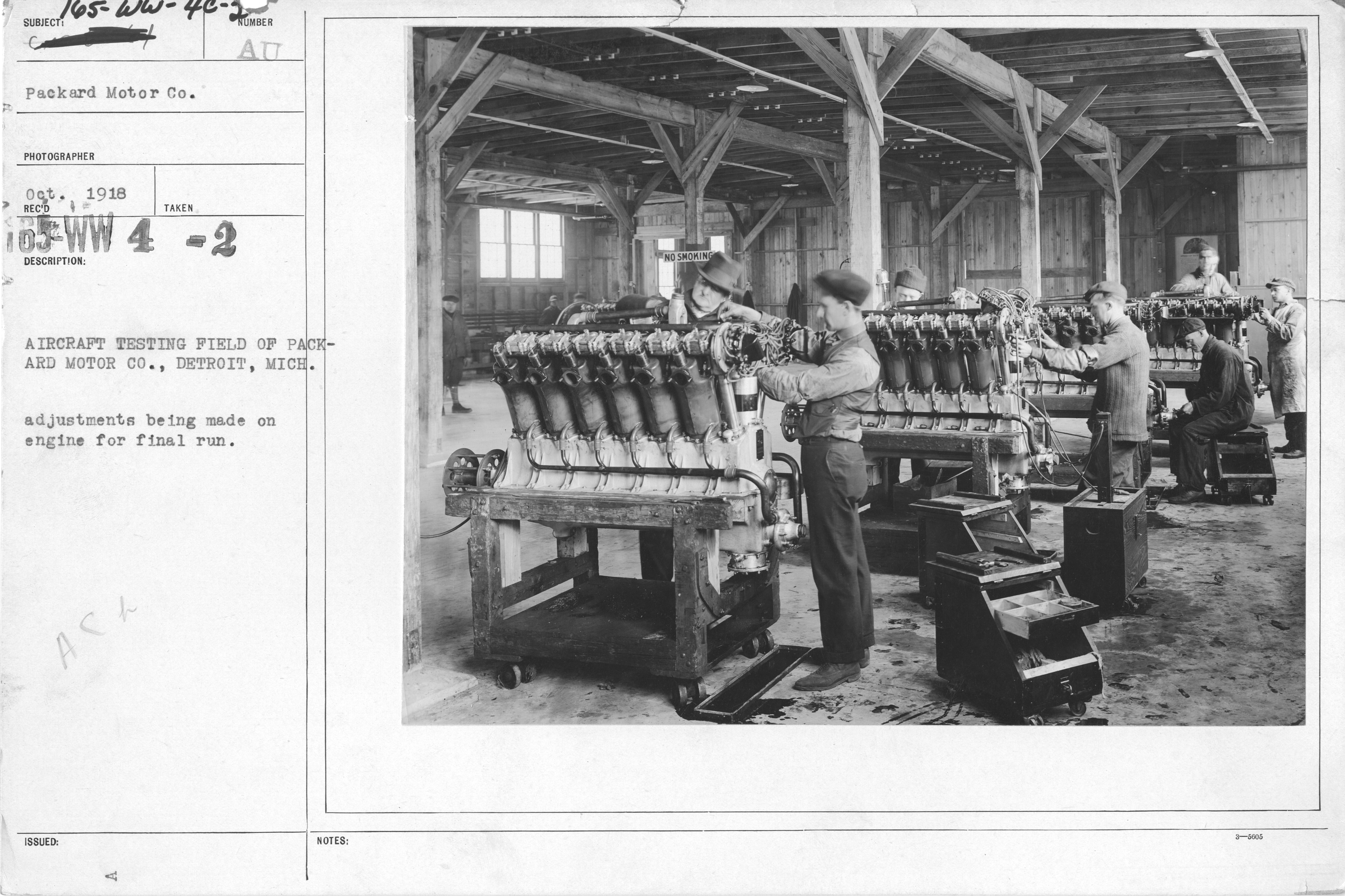
Moteur V12 Liberty L-12 Packard

Les moteurs militaires américains Liberty L-4, L-6, L-8, et L-12 (de 400 ch) utilisés sur des avions, chars d'assaut et navires américains et alliés de la Première Guerre mondiale pour l'entrée des États-Unis dans la Première Guerre mondiale en 1917, sont déclinés de ce moteur Packard Twin Six du chef motoriste Jesse Vincent, et fabriqués à plus de 20 000 exemplaires par Packard, Ford, Buick, et Marmon, entre autres concurrents du moteur d'avion militaire King-Bugatti U-16 (de 16 à 48 cylindres) conçu en 1916 par Ettore Bugatti pour l'armée française…
Packard commercialise un nouveau modèle Twin Six V12 de 7,3 L pour 160 ch entre 1932 et 1939, rapidement renommé Packard Twelve.

## Trois séries de Twin Six
Trois séries de châssis Twin Six sont commercialisés, en châssis nu (à habiller par des carrossiers indépendants) ou avec un nombreux choix de carrosseries Packard : Touring,  Salon Touring, Phaeton, Salon Phaeton, Coupé, Limousine, Landaulet Brougham, Runabout…

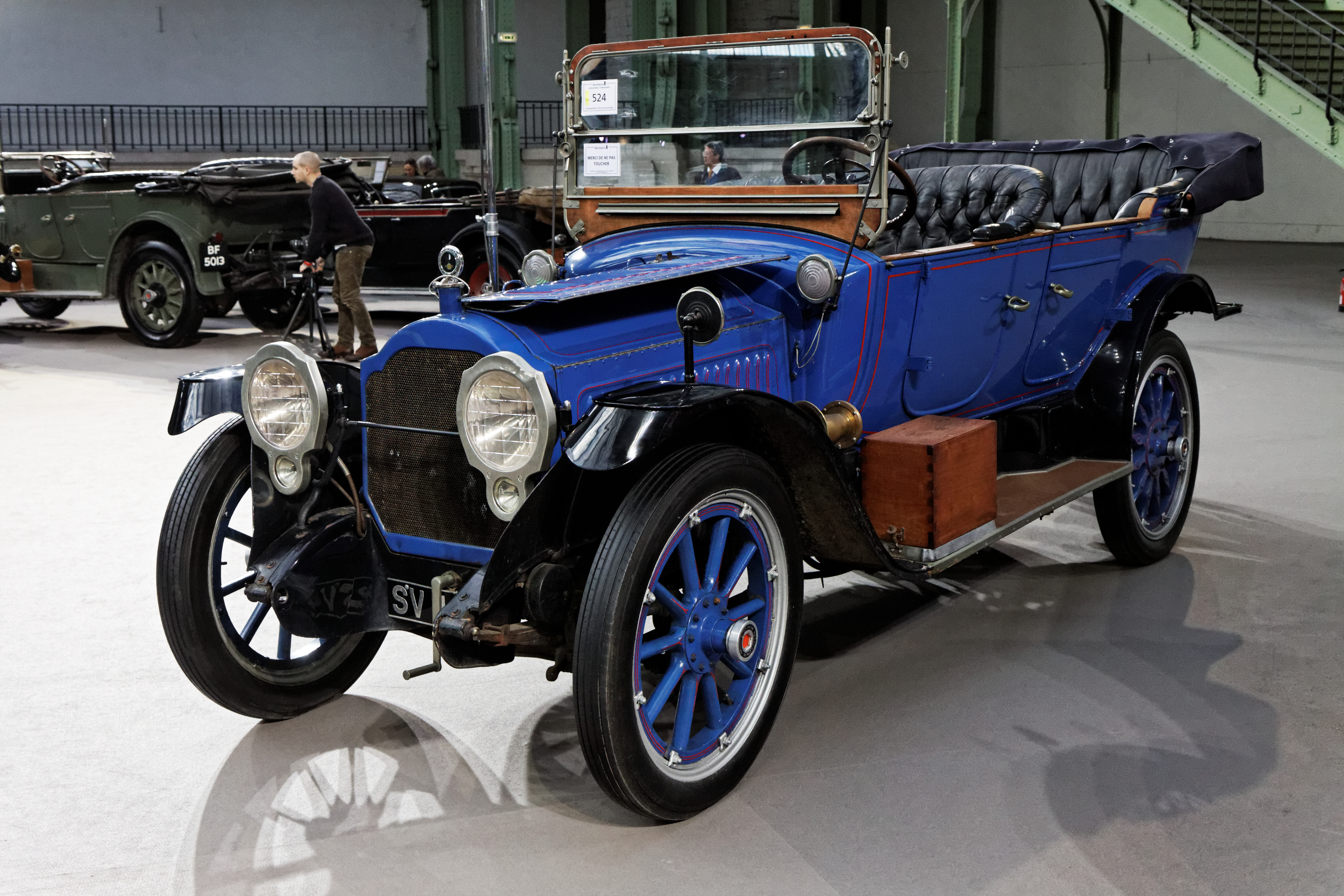
Touring (1916)
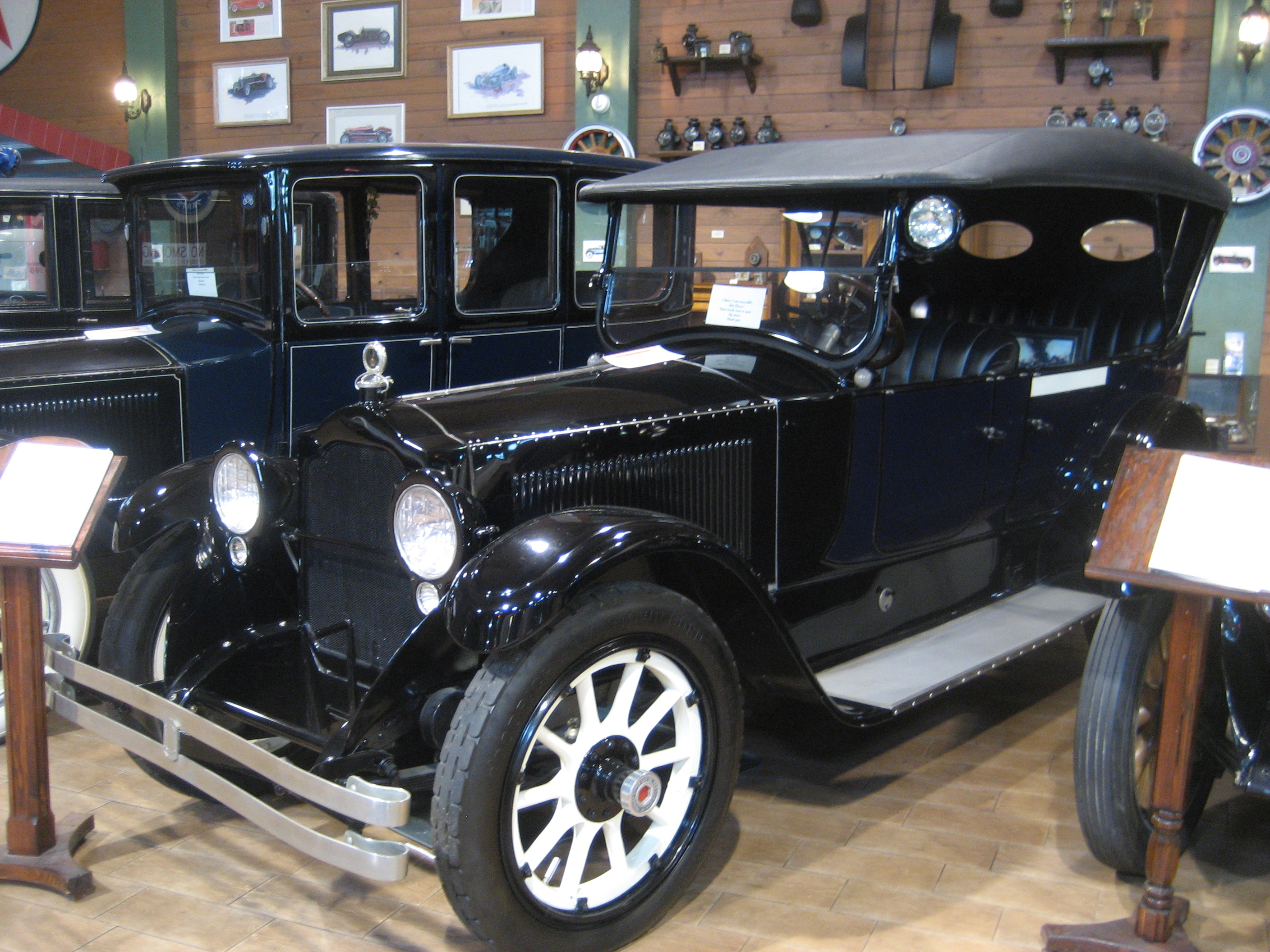
Touring (1919)
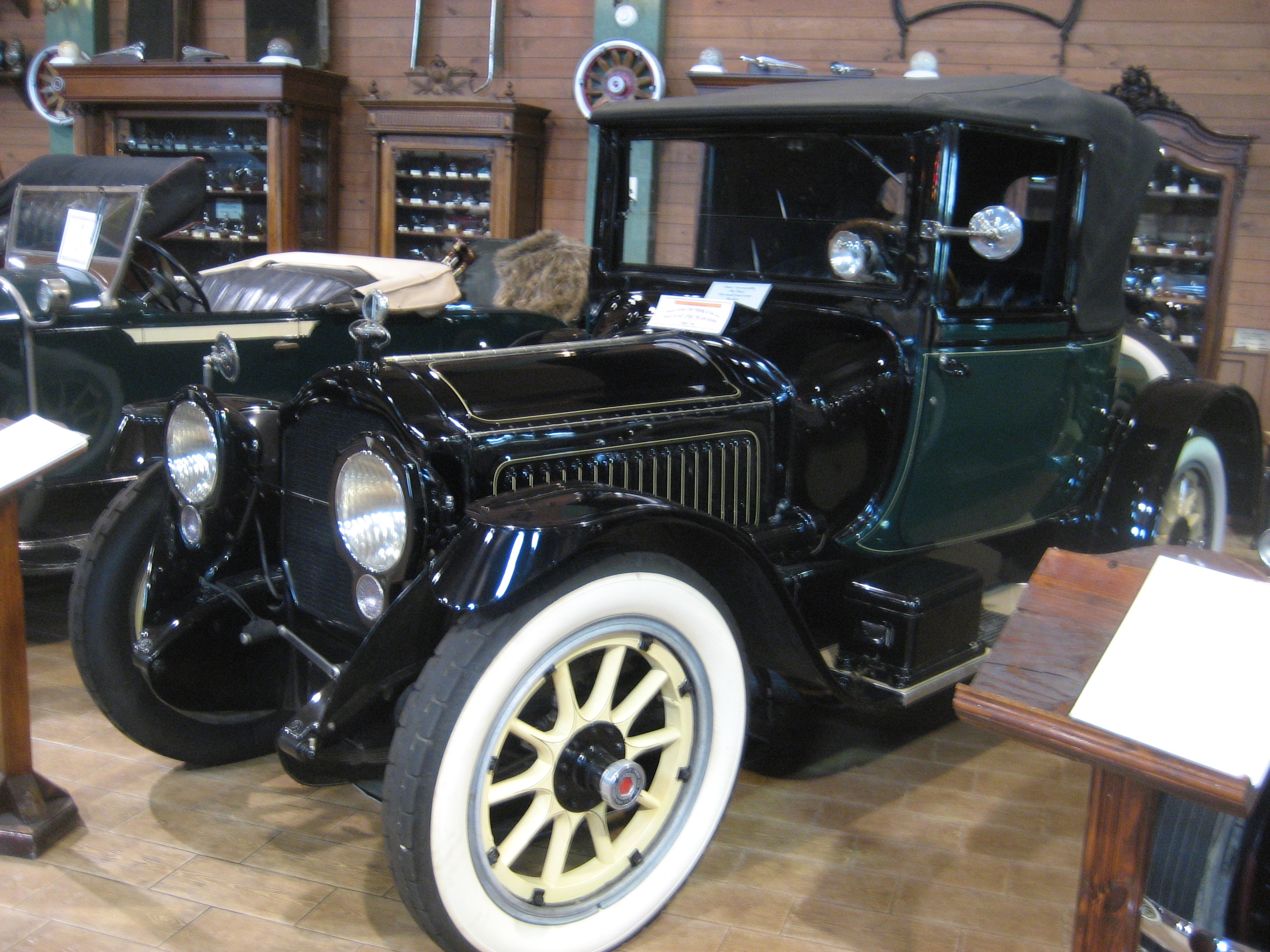
Coupé cabriolet (1917)
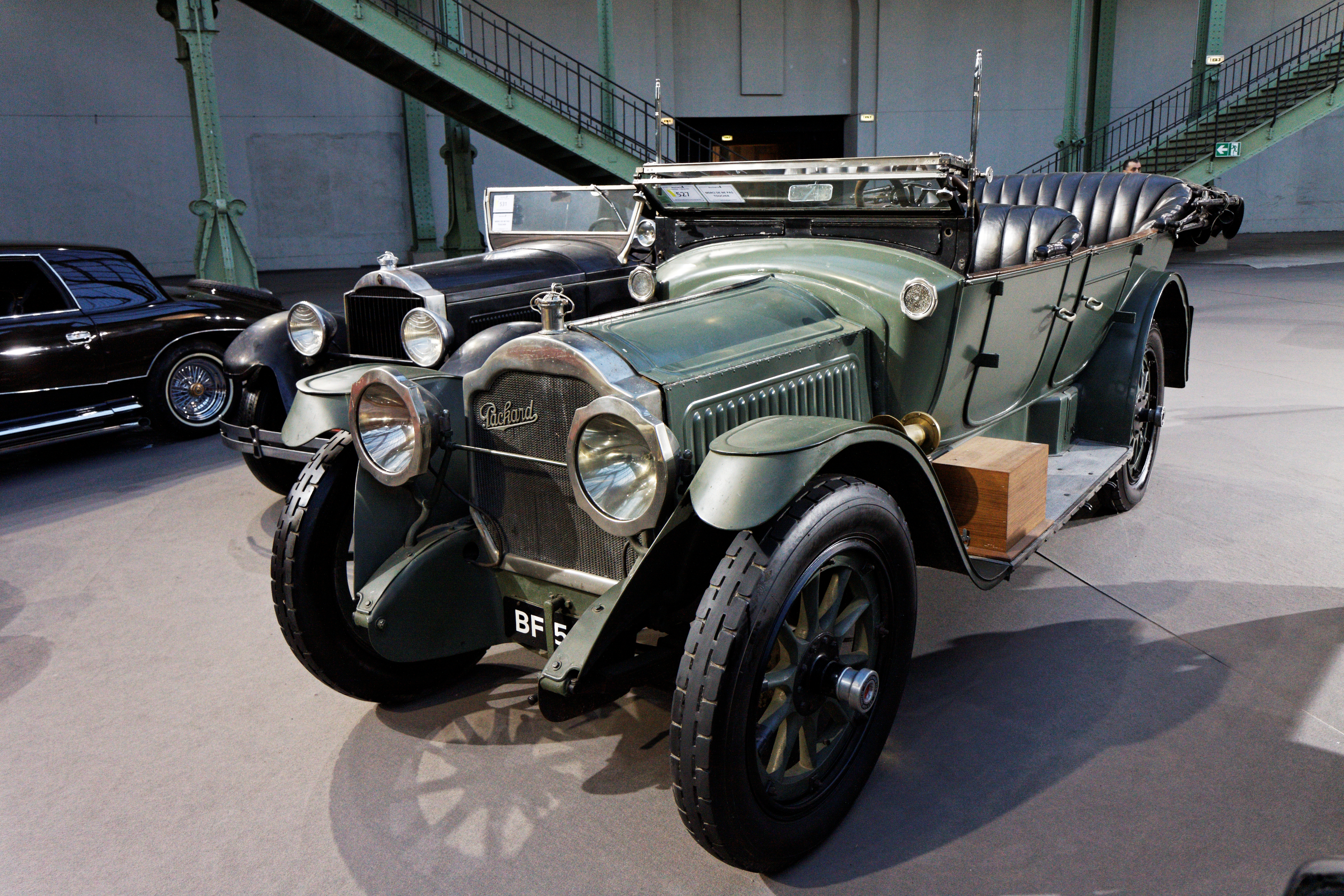
Touring 7 places (1916)
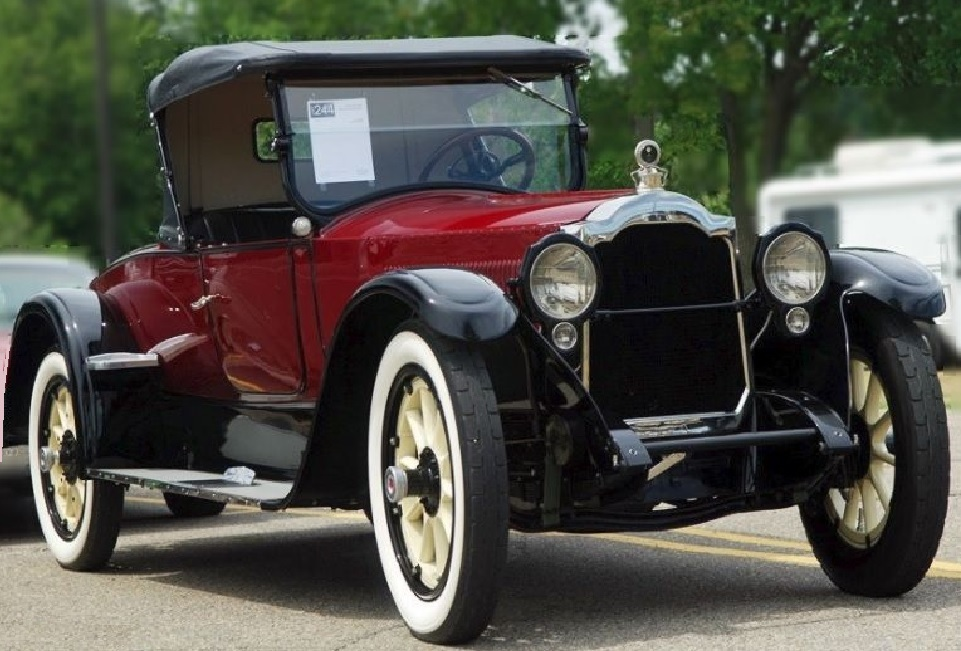
Runabout

- Première série (1915 à 1916)
  - série 1-25 (empattement 3 175 mm)
  - série 1-35 (empattement 3 429 mm)

- Deuxième série (1916 à 1917)
  - série 2-25 (3 213 mm)
  - série 2-35 (3 454 mm)

- Troisième série (1917 à 1923)
  - série 3-25 (3 213 mm)
  - série 3-35 (3 454 mm)

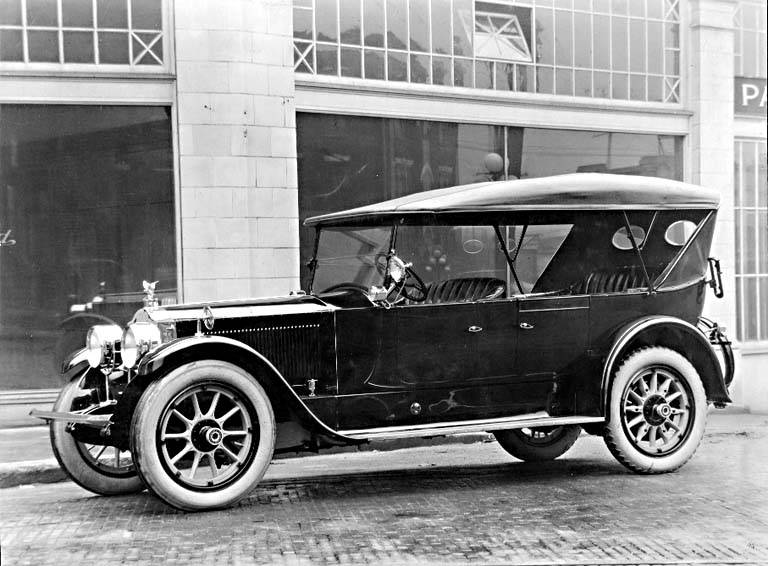
Twin Six Phaéton (1922)
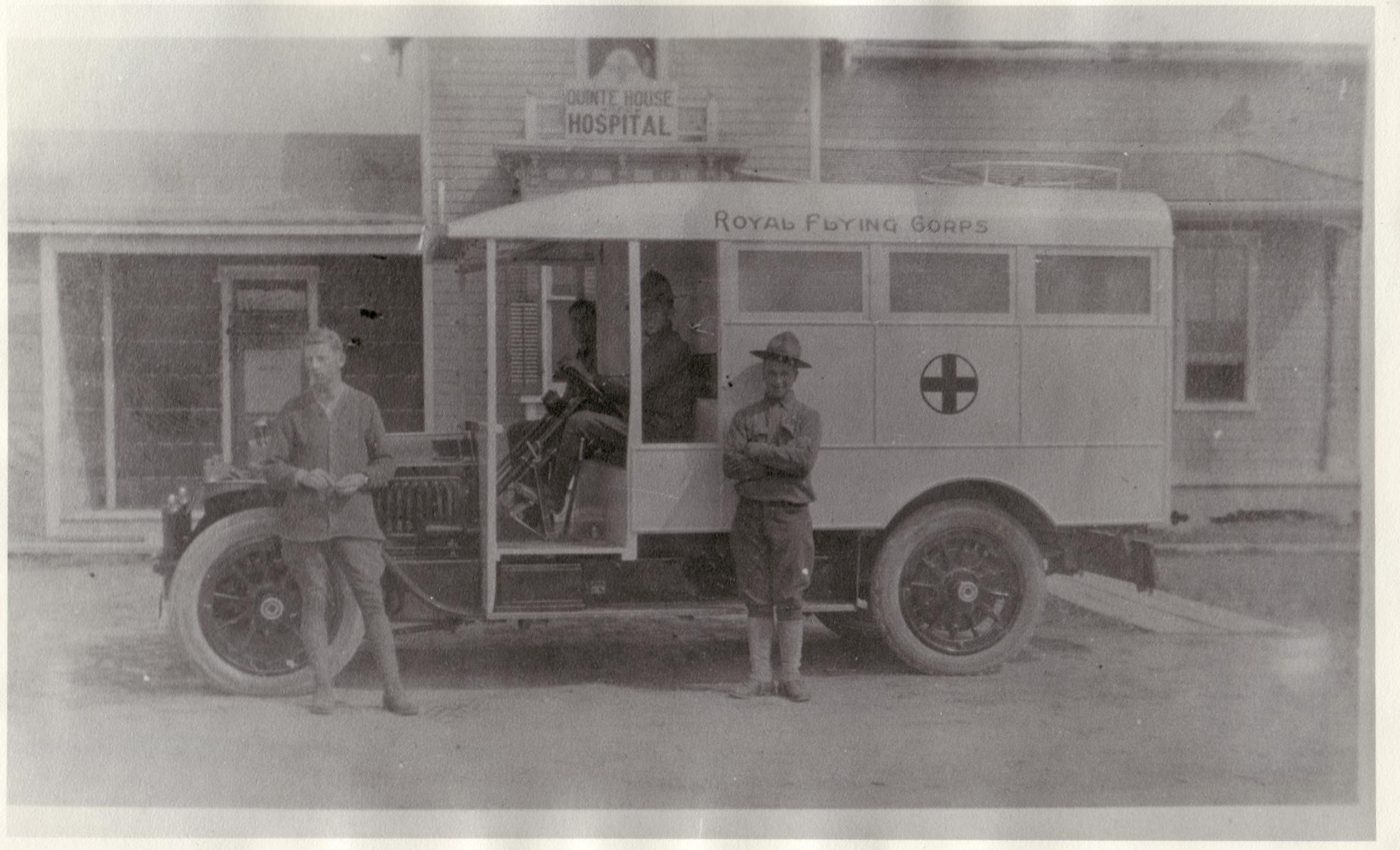
Ambulance du Royal Flying Corps britannique (Première Guerre mondiale)
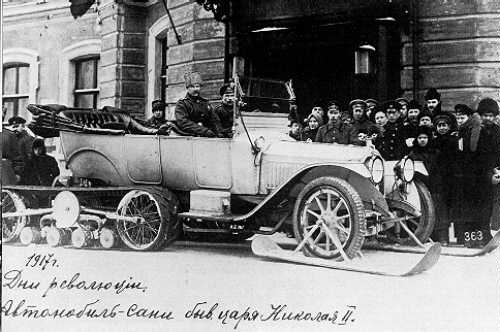
Twin Six autochenille Kégresse du Tsar Nicolas II de Russie (1916)
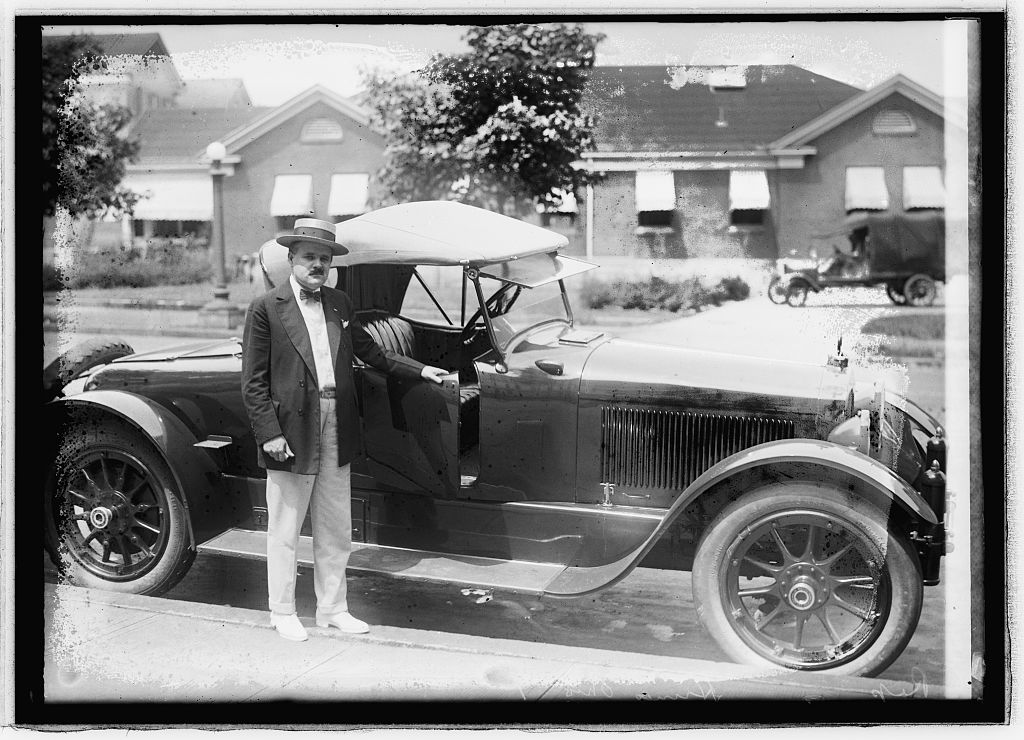
Twin Six Runabout (1919)

## Compétition

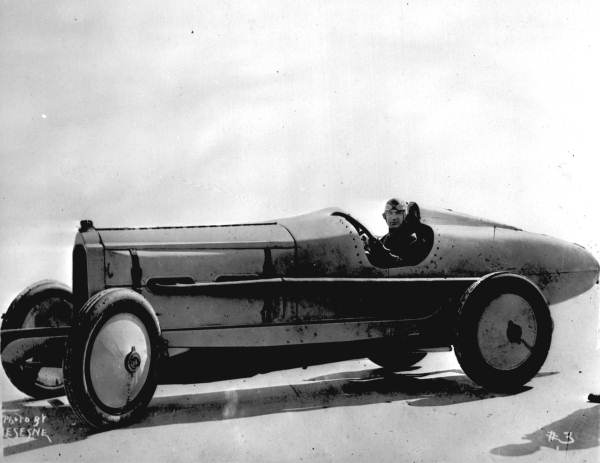
Packard 905 (1919).
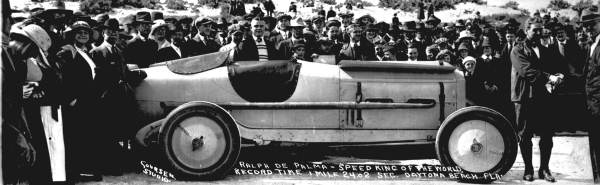
Packard 905 (record de vitesse terrestre de 1919).
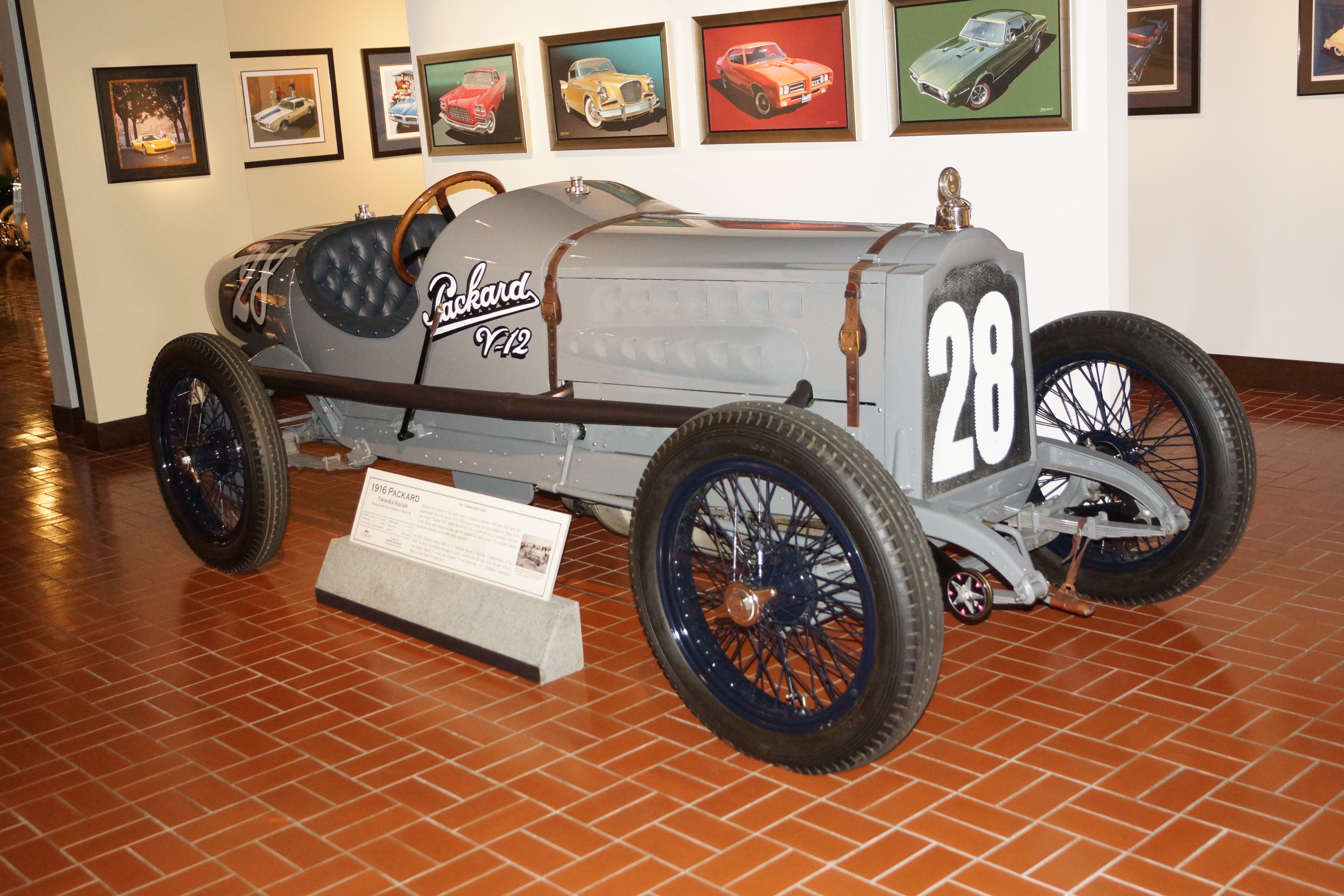
Twin Six Racer (1916).
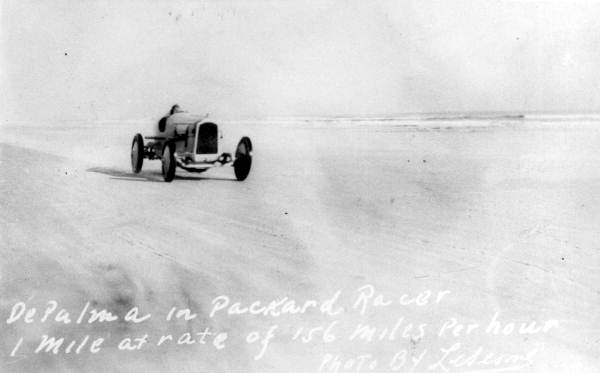
Packard 905 à Daytona Beach.

### Record de vitesse
- 1919 : une Packard 905 (version compétition de Packard Twin Six) bat le record de vitesse terrestre de 241,2 km/h, avec le pilote Ralph DePalma, au Daytona Beach and Road Course (en) de Daytona Beach en Floride.